# Lista tomów serii Yu Yu Hakusho – archiwum duchów
Ten artykuł zawiera listę tomów serii Yu Yu Hakusho – archiwum duchów autorstwa Yoshihiro Togashiego, ukazywanej w magazynie „Shūkan Shōnen Jump” wydawnictwa Shūeisha od 3 grudnia 1990 do 25 lipca 1994. Razem opublikowano 175 rozdziałów, które później zostały skompilowane do 19 tankōbonów, które wydawane były od 10 kwietnia 1991 do 12 grudnia 1994.
Od 4 sierpnia 2004 do 4 marca 2005 wydawana była edycja kanzenban. Każdy z 15 tomów kanzenban ma nową okładkę i więcej rozdziałów niż wydanie tankōbon. W Polsce edycja ta ukazuje się nakładem wydawnictwa Japonica Polonica Fantastica.

## Edycja tankōbon
| 1 | 10 kwietnia 1991    | ISBN 4-08-871273-0 |
| Lista rozdziałów - 001. Sayonara gensei!! (jap. さよなら現世‼) - 002. Fukkatsu e no shiren!! (jap. 復活への試練‼) - 003. Tabidachi no toki!! (jap. 旅立ちの時‼) - 004. Rō inu to shōnen!! (jap. 老犬と少年‼) - 005. Shodaime kurisumasu!! (jap. 一年めクリスマス‼) - 006. Kodoku no tabiji!! (jap. 孤独の旅路‼) - 007. Yakusoku!! (jap. 約束‼) - 008. Tsukanoma no fukkatsu (zenpen) (jap. 束の間の復活 (前編)) |                     |                    |
| 2 | 10 czerwca 1991     | ISBN 4-08-871274-9 |
| Lista rozdziałów - 009. Tsukanoma no fukkatsu (kōhen) (jap. 束の間の復活 (後編)) - 010. Kindan no asobi!! (jap. 禁断の遊び!!) - 011. Hibiwareta yūjō!! (jap. ひび割れた友情‼) - 012. Ma no te!! (jap. 魔の手‼) - 013. Koibito no jōken!! (jap. 恋人の条件!!) - 014. Hono’o no naka de...! (jap. 炎の中で…!) - 015. Mezase ichi-shōn!! (jap. めざせ１勝‼) - 016. Shōbu wa dokyō!! (jap. 勝負は度胸‼) - 017. Giniiro no mezame!! (jap. 黄金色のめざめ‼) |                     |                    |
| 3 | 15 września 1991    | ISBN 4-08-871275-7 |
| Lista rozdziałów - 018. Aratanaru shimei!! no maki (jap. 新たなる使命!!の巻) - 019. Shutsudō!! no maki (jap. 出動!!の巻) - 020. Sambiki no yōkai!! no maki (jap. 三匹の妖怪‼の巻) - 021. Tamashii o kū otoko!! no maki (jap. 魂を喰う男‼の巻) - 022. Haha to Ko no kizuna!! no maki (jap. 母と子の絆‼の巻) - 023. Jaganshi – hiei!! no maki (jap. 邪眼師·飛影‼の巻) - 024. Kyōfu no jubakugoku!! no maki (jap. 恐怖の呪縛獄‼の巻) - 025. Sen’nyū sōsa kaishi!! no maki (jap. 潜入捜査開始‼の巻) - 026. Mashō no mori!! no maki (jap. 魔性の森‼の巻)                                  |                     |                    |
| 4 | 15 listopada 1991   | ISBN 4-08-871276-5 |
| Lista rozdziałów - 027. Yami no naka no shitō!! no maki (jap. 闇の中の死闘‼の巻) - 028. Budōka – kibano!! no maki (jap. 武道家·牙野‼の巻) - 029. Ninja – kazemaru!! no maki (jap. 忍者·風丸‼の巻) - 030. Shōrin ikōru Randō!? no maki (jap. 松林=乱童⁉の巻) - 031. Ikari no tekken!! no maki (jap. 怒りの鉄拳‼の巻) - 032. Ōgi keishōsha kettei!! no maki (jap. 奥義継承者決定‼の巻) - 033. Yōmagai kara no chōsenjō!! no maki (jap. 妖魔街からの挑戦状‼の巻) - 034. Uragiri no mon!! no maki (jap. 裏切りの門‼の巻) - 035. Jingan ittai – Genbu!! no maki (jap. 人岩一体·玄武‼の巻) |                     |                    |
| 5 | 10 marca 1992       | ISBN 4-08-871277-3 |
| Lista rozdziałów - 036. Byakko no otakebi!! (jap. 白虎の雄叫び‼) - 037. Moroha no ken!! (jap. 諸刃の剣‼) - 038. Meiko shōkai-ha!! (jap. 鳴虎衝壊波‼) - 039. Hiei shussen!! (jap. 飛影出戦‼) - 040. Satsuriku no pureryūdo!! (jap. 殺戮のプレリュード‼) - 041. Ankoku raijin ken!! (jap. 暗黒雷迅拳‼) - 042. Ankoku yōrō-jin!! (jap. 暗黒妖籠陣！！) - 043. Kokoro o hitotsu ni! (jap. 心をひとつに！) - 044. Saigo no hōhō!! (jap. 最後の方法！！) - 045. Kettō! Jigoku danchi!! (jap. 決闘！地獄団地‼)                                                                              |                     |                    |
| 6 | 10 czerwca 1992     | ISBN 4-08-871278-1 |
| Lista rozdziałów - 046. Kuwabara no haru!! (jap. 桑原の春‼) - 047. Burakku bukku kurabu!! (jap. B・B・C‼) - 048. Sanki shū tōjō!! (jap. 三鬼衆登場‼) - 049. Saigo no kake!! (jap. 最後の賭け‼) - 050. Kessen – ni tai ni!! (jap. 決戦・２対２‼) - 051. Tsuyoku naritai!! (jap. 強くなりたい‼) - 052. Ankoku bujutsu kai kaimaku!! (jap. 暗黒武術会開幕‼) - 053. Saisho no Teki!! (jap. 最初の敵‼) - 054. Senpō-sen kaishi!! (jap. 先鋒戦開始‼) - 055. Higi – debiru yōyō!! (jap. 秘技・魔妖妖‼)                                                                                      |                     |                    |
| 7 | 10 sierpnia 1992    | ISBN 4-08-871279-X |
| Lista rozdziałów - 056. Chizome no hana!! (jap. 血染めの花‼) - 057. Kyōfu no ennetsu jigoku!! (jap. 恐怖の炎熱地獄‼) - 058. Yoi kobushi-shi – chu!! (jap. 酔拳士・酎‼) - 059. Gokaku no shōbu!! (jap. 互角の勝負‼) - 060. Naifuejji desumacchi (jap. ナイフエッジ・デスマッチ) - 061. Besuto eito desorou!! (jap. ベスト８出そろう！！‼) - 062. Ni-kaisen kaishi!! (jap. ２回戦開始‼) - 063. Hiretsu! Sō ketsu-ryū!! (jap. 卑劣！操血瘤‼) |                     |                    |
| 8 | 2 października 1992 | ISBN 4-08-871280-3 |
| Lista rozdziałów - 064. Me o samase!! (jap. 目を覚ませ‼) - 065. Ichi Tai san!! (jap. １対３‼) - 066. Mashō-zukai chīmu tōjō!! (jap. 魔性使いT登場‼) - 067. Keshō-zukai – gama!! (jap. 化粧使い・画魔‼) - 068. Juhyō-zukai – tōya!! (jap. 呪氷使い・凍矢‼) - 069. Hitori kiri no tatakai (jap. ひとりきりの戦い) - 070. Issen! ikari no kobushi!! (jap. 一閃！怒りの拳‼) - 071. Yabai kake!! (jap. やばいカケ‼) - 072. Reigan o koero!! (jap. 霊丸を越えろ‼) |                     |                    |
| 9 | 2 grudnia 1992      | ISBN 4-08-871515-2 |
| Lista rozdziałów - 073. Igaina haiboku!? (jap. 意外な敗北⁉) - 074. Setogiwa no tatakai!! (jap. 瀬戸際の戦い‼) - 075. Reikai-juu shutsugen!! (jap. 霊界獣出現‼) - 076. Fukumen no shita no sugao (jap. 覆面の下の素顔) - 077. Saidai no shiren!! (jap. 最大の試練‼) - 078. Yon-kyō sorou!! (jap. 四強そろう‼) - 079. Hiei rensen!! (jap. 飛影連戦‼) - 080. Muteki – bu-jū sōkō!! (jap. 無敵・武獣装甲‼) - 081. Tamatebako ga hiraku toki!! (jap. 玉手箱が開く時‼) |                     |                    |
| 10 | 4 lutego 1993       | ISBN 4-08-871516-0 |
| Lista rozdziałów - 082. Mezameta yōko!! (jap. 目ざめた妖狐‼) - 083. Yōgi – shishiwakamaru!! (jap. 妖技・死々若丸‼) - 084. Shōtai hanmei!! (jap. 正体判明‼) - 085. Shiryō no yobigoe!! (jap. 死霊の呼び声‼) - 086. Tekishō – onjī!! (jap. 敵将・怨爺‼) - 087. Sen no kao o motsu otoko!! (jap. 千の顔を持つ男‼) - 088. Tsuwamono no ronri!! (jap. 強者の論理‼) - 089. 50-Nen-buri no saikai!! (jap. ５０年ぶりの再会‼) - 090. Kyōfu no 80-pāsento!! (jap. 恐怖の８０％‼) - 091. Yurusenai!! (jap. 許せない‼)                                                                          |                     |                    |
| 11 | 2 kwietnia 1993     | ISBN 4-08-871517-9 |
| Lista rozdziałów - 092. Arashi no mae!! (jap. 嵐の前‼) - 093. Reberuappu! (jap. レベルアップ！) - 094. Rūru no kabe!! (jap. ルールの壁‼) - 095. Mienai waza!! (jap. 見えない技‼) - 096. Higi ōshū!! (jap. 秘技応酬‼) - 097. Mi o sutete...!! (jap. 身を捨てて…‼) - 098. Yoroi no riyū!! (jap. 鎧の理由‼) - 099. Kuu ka kuwareruka!! (jap. 喰うか喰われるか‼) - 100. Kuwabara kireta!! (jap. 桑原切れた‼) |                     |                    |
| 12 | 9 czerwca 1993      | ISBN 4-08-871518-7 |
| Lista rozdziałów - 101. Toguro-ani furu pawā!! no maki (jap. 戸愚呂兄 全開‼の巻) - 102. Sakyō no teian!! no maki (jap. 左京の提案‼の巻) - 103. Ketteisen kaishi!! no maki (jap. 決定戦開始‼の巻) - 104. Tsūyōshinai!? no maki (jap. 通用しない⁉の巻) - 105. Fūin o toke!! no maki (jap. 封印を解け‼の巻) - 106. Kikikan ga tarinai? no maki (jap. 危機感が足りない？の巻) - 107. Ikari no fusoku!! no maki (jap. 怒りの不足‼の巻) - 108. Genkai e no shiren!! no maki (jap. 限界への試練‼の巻) - 109. Ketteiteki na chigai!! no maki (jap. 決定的な違い‼の巻)                        |                     |                    |
| 13 | 4 sierpnia 1993     | ISBN 4-08-871519-5 |
| Lista rozdziałów - 110. Saigo no furu pawā!! (jap. 最後のフルパワー‼) - 111. Ichiban no nozome!! (jap. 一番の望め‼) - 112. Toguro no tsugunai!! (jap. 戸愚呂の償い‼) - 113. „Teritorī” ni yōkoso!! (jap. 「領域」にようこそ‼) - 114. Kimyōna nōryoku!! (jap. 奇妙な能力‼) - 115. Taboo (jap. 「禁句」の能力‼ „Tabū” no nōryoku!!) - 116. „Tabū” wa hitomoji!! (jap. 「禁句」は一文字‼) - 117. Nokoru futari no nōryoku!! (jap. 残る二人の能力‼) - 118. Ishi wo tsugu Yatsura!! (jap. 意志を継ぐ奴等‼)                                                                                |                     |                    |
| 14 | 4 października 1993 | ISBN 4-08-871520-9 |
| Lista rozdziałów - 119. Koketsu ni irazunba...!! (jap. 虎穴に入らずんば…‼) - 120. Atama wa dareda!? (jap. 首謀者は誰だ⁉) - 121. Satsujin shujutsu!! (jap. 殺人手術‼) - 122. Shadō no sakebi!! (jap. 影の叫び‼) - 123. Yaru shika nai!! (jap. 殺るしかない…‼) - 124. Hageshī ame ga!! (jap. 激しい雨が…‼) - 125. Sagashite ita otoko!! (jap. 探していた男‼) - 126. Kuro no shō!! (jap. 黒の章‼) - 127. Chi nurareta kako!! (jap. 血塗られた過去‼) - 128. Reikō resshūken!! (jap. 霊光裂蹴拳‼)                                                                                         |                     |                    |
| 15 | 2 grudnia 1993      | ISBN 4-08-871521-7 |
| Lista rozdziałów - 129. Chō shigaichi-sen!! (jap. 超・市街地戦‼) - 130. Shimonjūjihan!! (jap. 死紋十字斑‼) - 131. Hontō no tsuiseki-sha!! (jap. 本当の追跡者‼) - 132. Atama o hiyase!! (jap. 頭を冷やせ‼) - 133. Dōkutsu no naka e!! (jap. 洞窟の中へ‼) - 134. Gēmu wa tokui!! (jap. ゲームは得意!!) - 135. Maketara dō naru!? (jap. 負けたら どうなる⁉) - 136. Hisōna ketsudan!! (jap. 悲壮な決断‼) - 137. Setogiwa no taiji!! (jap. 瀬戸際の対峙‼) - 138. Shōtai wa dareda!? (jap. 正体は誰だ⁉)                                                                                    |                     |                    |
| 16 | 4 marca 1994        | ISBN 4-08-871522-5 |
| Lista rozdziałów - 139. Hi Kitsukeru wake!! (jap. 魅きつける理由‼) - 140. Katenai riyū – sono 1~3!! (jap. 勝てない理由 その１～３‼) - 141. Nana-nin iru!! (jap. 七人いる‼) - 142. Koenma no honki!! (jap. コエンマの本気‼) - 143. Kyūkyoku no tōki!! (jap. 究極の闘気‼) - 144. Tomerarenai!! (jap. 止められない‼) - 145. Subete ga tomatta toki!! (jap. 全てが止まった瞬間‼) - 146. Makai e no totsunyū!! (jap. 魔界への突入‼) - 147. Zetsubō no tsudzuki...!! (jap. 絶望の続き…‼) - 148. Kakusei no toki!! (jap. 覚醒の瞬間‼)                                                       |                     |                    |
| 17 | 3 czerwca 1994      | ISBN 4-08-871523-3 |
| Lista rozdziałów - 149. ~Sashi~, futatabi!! (jap. ー対ー、再び‼) - 150. Ketachigai no batoru!! (jap. ケタ違いの闘い‼) - 151. Osorubeki kakusei!! (jap. 恐るべき覚醒‼) - 152. Sensui no yuigon!! (jap. 仙水の遺言‼) - 153. Sorezore no ashita!! (jap. それぞれの明日‼) - 154. Shodai reikai tantei – Sanada Kuroko!! (jap. 初代霊界探偵・真田黒呼‼) - 155. Makai e no jōtaijō!! (jap. 魔界への招待状‼) - 156. Dōrui no akashi!! (jap. 同類の証‼) - 157. Sorezore no kesshin!! (jap. それぞれの決心‼) - 158. Oyaji to no saikai!! (jap. 親父との再会‼)                                 |                     |                    |
| 18 | 2 września 1994     | ISBN 4-08-871524-1 |
| Lista rozdziałów - 159. Sorezore no ichi-nen: Hiei – zenpen (jap. それぞれの一年 飛影 前編) - 160. Sorezore no ichi-nen: Hiei – kōhen (jap. それぞれの一年 飛影 後編) - 161. Sorezore no ichi-nen: Kurama – zenpen (jap. それぞれの一年 蔵馬 前編) - 162. Sorezore no ichi-nen: Kurama – kōhen (jap. それぞれの一年 蔵馬 後編) - 163. Raizen no yuigon (jap. 雷禅の遺言) - 164. Yūsuke no miyage (jap. 幽助の土産) - 165. Raihō-sha-tachi (jap. 来訪者たち) - 166. Makai tōitsu tōnamento (jap. 魔界統一トーナメント) - 167. Tōnamento yosen (jap. トーナメント予選)                 |                     |                    |
| 19 | 2 grudnia 1994      | ISBN 4-08-871525-X |
| Lista rozdziałów - 168. Ichi-kaisen no kidoairaku (jap. 一回戦の喜怒哀楽) - 169. San-kaisen no medama (jap. 三回戦の目玉) - 170. Utagenoato (jap. 宴のあと) - 171. Tantei-gyō fukkatsu (jap. 探偵業復活) - 172. Special Day - 173. Heiwa no gunzō (jap. 平和の群像) - 174. Noru ka soru ka (jap. のるか そるか) - 175. Sore kara... (jap. それから…) |                     |                    |

## Edycja kanzenban
| Nr | Język japoński      | Język japoński     | Język polski     | Język polski           |
| Nr | Data wydania        | ISBN               | Data wydania     | ISBN                   |
| -- | ------------------- | ------------------ | ---------------- | ---------------------- |
| 1  | 4 sierpnia 2004     | ISBN 4-08-873710-5 | czerwiec 2023    | ISBN 978-83-8264-271-1 |
| 2  | 4 sierpnia 2004     | ISBN 4-08-873711-3 | sierpień 2023    | ISBN 978-83-8264-272-8 |
| 3  | 3 września 2004     | ISBN 4-08-873712-1 | październik 2023 | ISBN 978-83-8264-273-5 |
| 4  | 3 września 2004     | ISBN 4-08-873713-X | styczeń 2024     | ISBN 978-83-8264-274-2 |
| 5  | 4 października 2004 | ISBN 4-08-873714-8 | maj 2024         | ISBN 978-83-8264-275-9 |
| 6  | 4 października 2004 | ISBN 4-08-873715-6 | sierpień 2024    | ISBN 978-83-8264-276-6 |
| 7  | 4 listopada 2004    | ISBN 4-08-873716-4 | listopad 2024    | ISBN 978-83-8264-277-3 |
| 8  | 4 listopada 2004    | ISBN 4-08-873717-2 | marzec 2025      | ISBN 978-83-8264-278-0 |
| 9  | 3 grudnia 2004      | ISBN 4-08-873718-0 | czerwiec 2025    | ISBN 978-83-8264-279-7 |
| 10 | 3 grudnia 2004      | ISBN 4-08-873719-9 | —                |                        |
| 11 | 5 stycznia 2005     | ISBN 4-08-873720-2 | —                |                        |
| 12 | 5 stycznia 2005     | ISBN 4-08-873721-0 | —                |                        |
| 13 | 4 lutego 2005       | ISBN 4-08-873722-9 | —                |                        |
| 14 | 4 lutego 2005       | ISBN 4-08-873723-7 | —                |                        |
| 15 | 4 marca 2005        | ISBN 4-08-873724-5 | —                |                        |